# È troppo facile (romanzo)
È troppo facile è un romanzo giallo scritto da Agatha Christie, pubblicato per la prima volta nel 1939.

## Trama
Luke Fitzwilliam rientra in Inghilterra dopo anni di assenza. Durante il viaggio in treno incontra un'anziana signorina, Lavinia Pinkerton. La signorina racconta che sta andando a Scotland Yard per riferire che nel villaggio in cui vive stanno avvenendo una serie di delitti. Fitzwilliam non la prende sul serio. Il giorno dopo legge sul Times che la signorina Pinkerton è stata investita da un pirata della strada. Inizia allora a pensare che forse non erano tutte sciocchezze quelle che aveva detto in treno. Parte così per Wychwood-under-Ashe ed inizia ad investigare.

## Personaggi
- Luke Fitzwilliam, funzionario di Polizia
- Jimmy Lorrimer, amico di Luke
- Lord Gordon Withfield, editore
- Bridget Conway, fidanzata di Lord Whitfield
- Amy Gibbs, Harry Carter, Lydia Horton, Tommy Pierce, John Edward Humbleby, vittime
- Lavinia Pinkerton, perspicace vecchietta
- Alfred Wake, vicario
- Geoffrey Thomas, giovane medico
- Avvocato Abbot, avvocato
- Maggiore Horton, militare a riposo
- Ellsworthy, antiquario
- Rose Humbleby, figlia del dottor Humbleby
- Honoria Waynflate, direttrice della biblioteca
- Jim Harvey, fidanzato di Amy Gibbs
- Sovrintendente Battle, di Scotland Yard

## Opere derivato
Nel 1982 fu trasmesso un film omonimo per la televisione, riambientato in epoca contemporanea. Tra gli interpreti si annoverano Olivia de Havilland, Lesley-Anne Down, Timothy West, Helen Myles e Bill Bixby nei panni di Luke Fitzwilliam, qui un professore del MIT di Boston.
Nel 2009 venne adattato per un episodio della serie televisiva Miss Marple: al personaggio di Luke (un giovane investigatore di Wychwood, interpretato da Benedict Cumberbatch) fu affiancata l'arguta vecchietta investigatrice.

## Edizioni
- Agatha Christie, È troppo facile, collana I capolavori dei gialli, traduzione di Giovanna Gianotti Soncelli, n. 157, Milano, Mondadori, 1960.
- Agatha Christie, È troppo facile, collana I classici del giallo, traduzione di Giovanna Gianotti Soncelli, n. 391, Milano, Mondadori, 1982.
- Agatha Christie, È troppo facile, collana Oscar gialli, traduzione di Giovanna Gianotti Soncelli, n. 139, Milano, Mondadori, 1985, ISBN 88-04-40817-0.
- Agatha Christie, È troppo facile, collana Oscar Narrativa, traduzione di Giovanna Gianotti Soncelli, Milano, Mondadori, 1995, ISBN 88-04-40817-0.
- Agatha Christie, È troppo facile; È un problema, collana collezione Agatha Christie, traduzione di Giovanna Gianotti Soncelli, Milano, Club degli Editori, 1996.
- Agatha Christie, È troppo facile, collana I classici del giallo, traduzione di Giovanna Gianotti Soncelli, n. 811, Milano, Mondadori, 1998.
- Agatha Christie, È troppo facile, in Cinque romanzi : 1937-1939, traduzione di Giovanna Gianotti Soncelli, n. 811, Trezzano sul Naviglio, Euroclub, 1999.
- Agatha Christie, È troppo facile, collana I grandi gialli di Agatha Christie, traduzione di Giovanna Gianotti Soncelli, Hachette, 2003.
- Agatha Christie, È troppo facile, collana Agatha Christie: i classici del mistero, traduzione di Giovanna Gianotti Soncelli, n. 20, RBA, 2008.
- Agatha Christie, È troppo facile, collana Oscar Narrativa. Scrittori Moderni, traduzione di Giovanna Gianotti Soncelli, n. 1495, Milano, Mondadori, 2011, ISBN 978-88-04-52089-4.
- Agatha Christie, È troppo facile, collana I libri del Corriere della Sera. Agatha Christie, traduzione di Giovanna Gianotti Soncelli, n. 17, Milano, RCS, 2014.
- Agatha Christie, È troppo facile, collana Oscar moderni, traduzione di Giovanna Gianotti Soncelli, n. 37, Milano, Mondadori, 2020, ISBN 978-88-04-71644-0.
- Agatha Christie, È troppo facile, collana I grandi autori: Agatha Christie, traduzione di Giovanna Gianotti Soncelli, n. 37, Milano, Mondadori, 2021.